# Perfluorpentan
Perfluorpentan (systematicky dodekafluorpentan) je organická sloučenina se vzorcem C5F12, perfluorovaný analog pentanu. Jedná se o bezbarvou kapalinu vroucí mírně nad standardní teplotou.
Tato látka má několik využití v lékařství, například jako hnací plyn pro dýchací přístroje a jako plynné jádro mikrobublin v ultrazvukových kontrastních látkách.